# Campanas
Campanas (Crioulo cabo-verdiano, ALUPEC: Kanpanas ALUPEC (até 1997) e Crioulo do Fogo: Kampanas) é uma aldeia do município de São Filipe na ilha do Fogo, em Cabo Verde.

## Vilas próximos ou limítrofes
- Ribeira Ilhéu, nordoeste
- Salto, norte